# Sierra La Azufrosa
La Sierra La Azufrosa es una sierra en los municipios de García, Nuevo León y Ramos Arizpe, Coahuila, México; toma su nombre de La Azufrosa, una población en el Municipio de Ramos Arizpe, que está rodeada por la sierra. La cima alcanza los 1,670 metros sobre el nivel del mar en el Pico Chupadero del Indio, que está en el límite de los estados de Nuevo León y Coahuila; además tiene otros picos como el Cerro Los Lobos de 1,466 m s. n. m., la cresta principal tiene aproximadamente 18 km de longitud y tiene una cuchilla de una longitud similar. Otras poblaciones cercanas son Paredón, Icamole y el ejido Chupaderos del Indio.